# Somatomammotropina kosmówkowa
Somatomammotropina kosmówkowa - hCS (ang. human chorionic somatomammotropin) to hormon peptydowy produkowany przez ludzkie łożysko, do niedawna powszechnie znana jako laktogen łożyskowy - hPL (ang. human placental lactogen), była też zwana CGP (ang. chorionic growth hormone-prolactin).

## Struktura biochemiczna
Hormon białkowy w budowie bardzo zbliżony do hormonu wzrostu (GH) oraz prolaktyny (PRL), prawdopodobnie wywodzący się ze wspólnej cząsteczki progenitorowej.
Składa się ze 190 aminokwasów połączonych dwoma mostkami disiarczkowymi. Masa cząsteczkowa wynosi 22 125. Podobnie jak hormon wzrostu jest kodowany przez geny na chromosomie 17q22-24, przy czym jego ekspresja zachodzi głównie w łożysku. 
Dwa główne geny kodujące laktogen łożyskowy CSH1 i CSH2 (chorionic somatomammotropin hormone) ulegają coraz silniejszej ekspresji w przebiegu ciąży, przy czym stopniowo wzrasta stosunek ekspresji CSH1 do CSH2. Dodatkowo, zarówno CSH1 jak i CSH2 kodują po trzy zidentyfikowane izoformy białka. 
Defekty w genie CSH1 prowadzą do niedoboru laktogenu łożyskowego oraz są przyczyną zespołu Silvera-Russella.

## Fizjologia
hCS produkowana jest przez syncytiotrofoblast w dużych ilościach i uwalniana do organizmu matczynego, docierając do płodu jedynie w niewielkich ilościach. Wykazuje aktywność laktogenną oraz słabą aktywność hormonu wzrostu (ok. 100 razy słabsze działanie od GH). 
Zasadniczą funkcją somatomammotropiny kosmówkowej jest zapewnienie dostatecznej podaży składników odżywczych dla płodu, zwłaszcza glukozy. Realizowane jest to poprzez:
- zmniejszenie utylizacji glukozy w ustroju matki (działanie anty-insulinowe; powoduje to przedłużającą się hiperglikemię, stąd też hCS bywa zaliczana do czynników diabetogennych, tj. sprzyjających rozwojowi cukrzycy)
- zwiększenie lipolizy (zapewnienie matce alternatywnego do glukozy źródła energii)
- obniżenie wydalania wapnia, potasu i azotu.

hCS powoduje także pobudzenie erytropoezy i przez to wzrost zapotrzebowania kobiety ciężarnej na żelazo.
Wydzielanie hCS podczas ciąży wzrasta w przybliżeniu liniowo z masą łożyska, co czyni z tego hormonu dobry wskaźnik wydolności łożyskowej w późniejszych etapach ciąży, jednak stosunkowo rzadko wykorzystywany w praktyce klinicznej (ponieważ zazwyczaj oznacza się jedynie poziom hCG w pierwszym trymestrze). 
Poziom hCS w krwi matki osiąga szczyt przed porodem i wynosi zazwyczaj 5–7 mg/ml. Wartość ta jest zwykle wyższa w przypadku ciąż mnogich. 
Obniżenie poziomu hCS występuje w przypadku nadciśnienia, wewnątrzmacicznego zahamowania wzrostu płodu, wewnątrzmacicznego obumarcia płodu, przy niewydolności łożyska i porodzie przedwczesnym.
Czas półtrwania in vivo wynosi 15 min.